# Anel de Kummer
Em álgebra abstrata, em anel de Kummer {\displaystyle \mathbb {Z} [\zeta ]} é um subanel do anel dos números complexos, tal que cada um de seus elementos tem a forma
{\displaystyle n_{0}+n_{1}\zeta +n_{2}\zeta ^{2}+...+n_{m-1}\zeta ^{m-1}\ },
onde ζ é uma m-ésima raiz da unidade, i.é.
{\displaystyle \zeta =e^{2\pi i/m}\ }
e n0 a nm-1 são números inteiros.
Um anel de Kummer é uma extensão de {\displaystyle \mathbb {Z} }, o anel de inteiros, por isto o símbolo {\displaystyle \mathbb {Z} [\zeta ]}. Como o polinômio mínimo de ζ 
é o m-ésimo polinômio ciclotômico, o anel {\displaystyle \mathbb {Z} [\zeta ]} é uma extensão de grau {\displaystyle \phi (m)} (onde φ denota a função totiente de Euler).
Uma tentativa de visualizar um anel de Kummer no plano complexo pode produzir algo parecido com mapa renascentista, com rosas dos ventos e loxodromias.
O conjunto das unidades de um anel de Kummer contém {\displaystyle \{1,\zeta ,\zeta ^{2},\ldots ,\zeta ^{m-1}\}}. Pelo teorema da unidade de Dirichlet, também existem unidades de ordem infinita, exceto nos casos m=1, m=2 (neste caso temos o anel ordinários dos inteiros), o caso m=4 (os inteiros de Gauss) e os casos m=3, m=6 (os inteiros de Eisenstein).
Os anéis de Kummer são nomeados em memória de Ernst Kummer, que estudou a fatorização única de seus elementos.